# Бразиландия-ди-Минас
Бразиландия-ди-Минас (порт. Brasilândia de Minas) — муниципалитет в Бразилии, входит в штат Минас-Жерайс. Составная часть мезорегиона Северо-запад штата Минас-Жерайс. Входит в экономико-статистический микрорегион Паракату. Население составляет 12 163 человека на 2006 год. Занимает площадь 2515,339 км². Плотность населения — 4,8 чел./км².
Праздник города — 22 мая. 

## История
Город основан в 1995 году.

## Статистика
- Валовой внутренний продукт на 2003 год составляет 70 703 387,00 реалов (данные: Бразильский институт географии и статистики).
- Валовой внутренний продукт на душу населения на 2003 год составляет 5968,0 реалов (данные: Бразильский институт географии и статистики).
- Индекс развития человеческого потенциала на 2000 год составляет 0,745 (данные: Программа развития ООН).

## География
Климат местности: субтропический.